# Papagoïta
La papagoïta és un mineral de la classe dels ciclosilicats. Va ser descoberta l'any 1960 en una mina prop d'Ajo al comtat de Pima, a l'estat d'Arizona (EUA), sent nomenada així per la tribu índia papago que habita la zona.

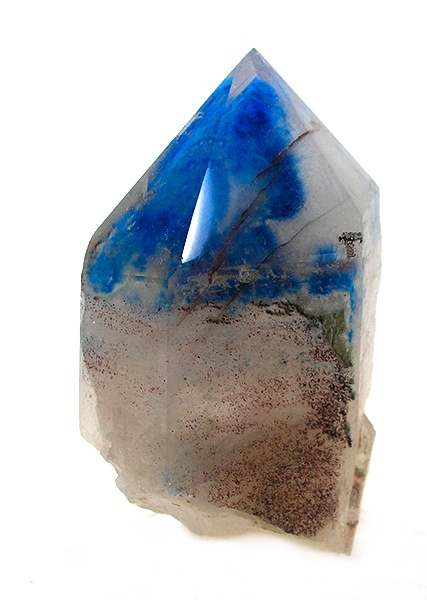
En quars.

## Característiques químiques
És un alumini-ciclosilicat de calci i coure, hidroxilat i anhidre. Estructura en anells de quatre tetràedres de sílice. A més dels elements de la seva fórmula, sol portar com a impureses: titani, ferro, manganès, magnesi i aigua.
Segons la classificació de Nickel-Strunz, la papagoïta pertany a «09.CE - Ciclosilicats amb enllaços senzills de 4 [Si₄O₁₂]8- (vierer-Einfachringe), sense anions complexos aïllats» juntament amb els següents minerals: verplanckita, baotita, nagashimalita, taramel·lita, titantaramel·lita, barioortojoaquinita, byelorussita-(Ce), joaquinita-(Ce), ortojoaquinita-(Ce), estronciojoaquinita, estroncioortojoaquinita, ortojoaquinita-(La), labuntsovita-Mn, nenadkevichita, lemmleinita-K, korobitsynita, kuzmenkoïta-Mn, vuoriyarvita-K, tsepinita-Na, karupmøllerita-Ca, labuntsovita-Mg, labuntsovita-Fe, lemmleinita-Ba, gjerdingenita-Fe, neskevaaraïta-Fe, tsepinita-K, paratsepinita-Ba, tsepinita-Ca, alsakharovita-Zn, gjerdingenita-Mn, lepkhenelmita-Zn, tsepinita-Sr, paratsepinita-Na, paralabuntsovita-Mg, gjerdingenita-Ca, gjerdingenita-Na, gutkovaïta-Mn, kuzmenkoïta-Zn, organovaïta-Mn, organovaïta-Zn, parakuzmenkoïta-Fe, burovaïta-Ca, komarovita i natrokomarovita.

## Formació i jaciments
Es forma com a mineral secundari, incrustat en vetes de pòrfir de granodiorita; també incrustat dins de cristalls de quars.
Sol trobar-se associat a altres minerals com: auricalcita, shattuckita, Ajoïta, baritina o quars.